# Targhe d'immatricolazione della Slovenia

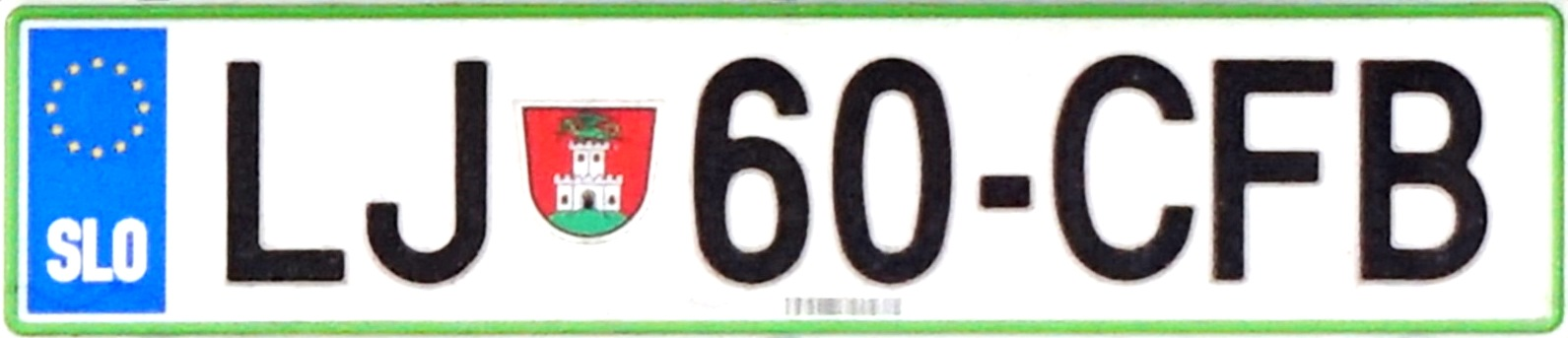
Targa slovena standard

Le targhe d'immatricolazione della Slovenia sono destinate ai veicoli immatricolati nel Paese centroeuropeo.

## Sistema in uso

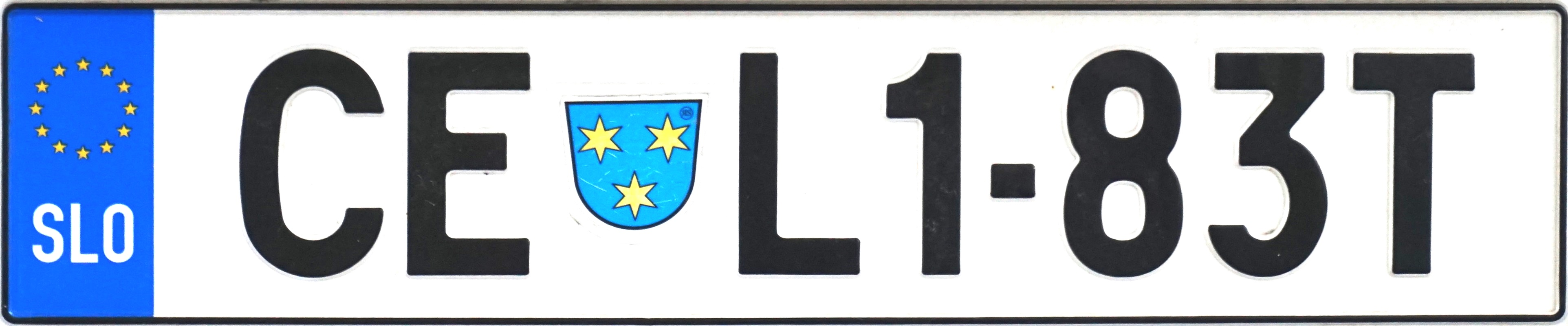
Serie in uso dal 1º maggio 2004 al 29 giugno 2008

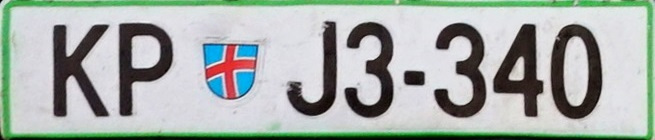
Serie emessa dal 1992 al 30 aprile 2004

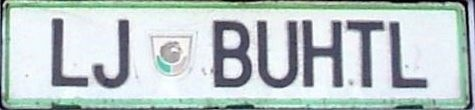
Targa personalizzata

Le targhe ordinarie dal 30 giugno 2008 hanno il bordo verde (era nero solo dal 1º maggio 2004 al 29 giugno 2008) e sono composti dalle seguenti parti, da sinistra a destra:
- la sigla internazionale SLO (in basso), di colore bianco, e la banda blu con le dodici stelle gialle in circolo dell'Unione europea (in alto), non presente nelle targhe dei veicoli immatricolati prima del 1º maggio 2004, impresse su una banda blu;
- due lettere che corrispondono al codice identificativo del comune cittadino capoluogo della regione statistica;
- lo stemma del comune;
- un blocco di cifre e lettere (sono escluse quelle con segni diacritici e la "O") che non supera i sei caratteri e che dal 1º maggio 2004, previo pagamento di una sovrattassa, può essere personalizzato.

Il font utilizzato dal 2004 al 2008 era più marcato, meno arrotondato e simile al FE-Schrift. Nei rimorchi l'ordine è inverso: come nelle targhe serbe, il blocco alfanumerico precede lo stemma e la sigla della regione. Vengono emesse anche targhe posteriori su doppia linea: su quella superiore sono impressi banda blu, sigla del capoluogo regionale e stemma del comune, su quella inferiore è posizionata la sequenza alfanumerica.

### Dimensioni

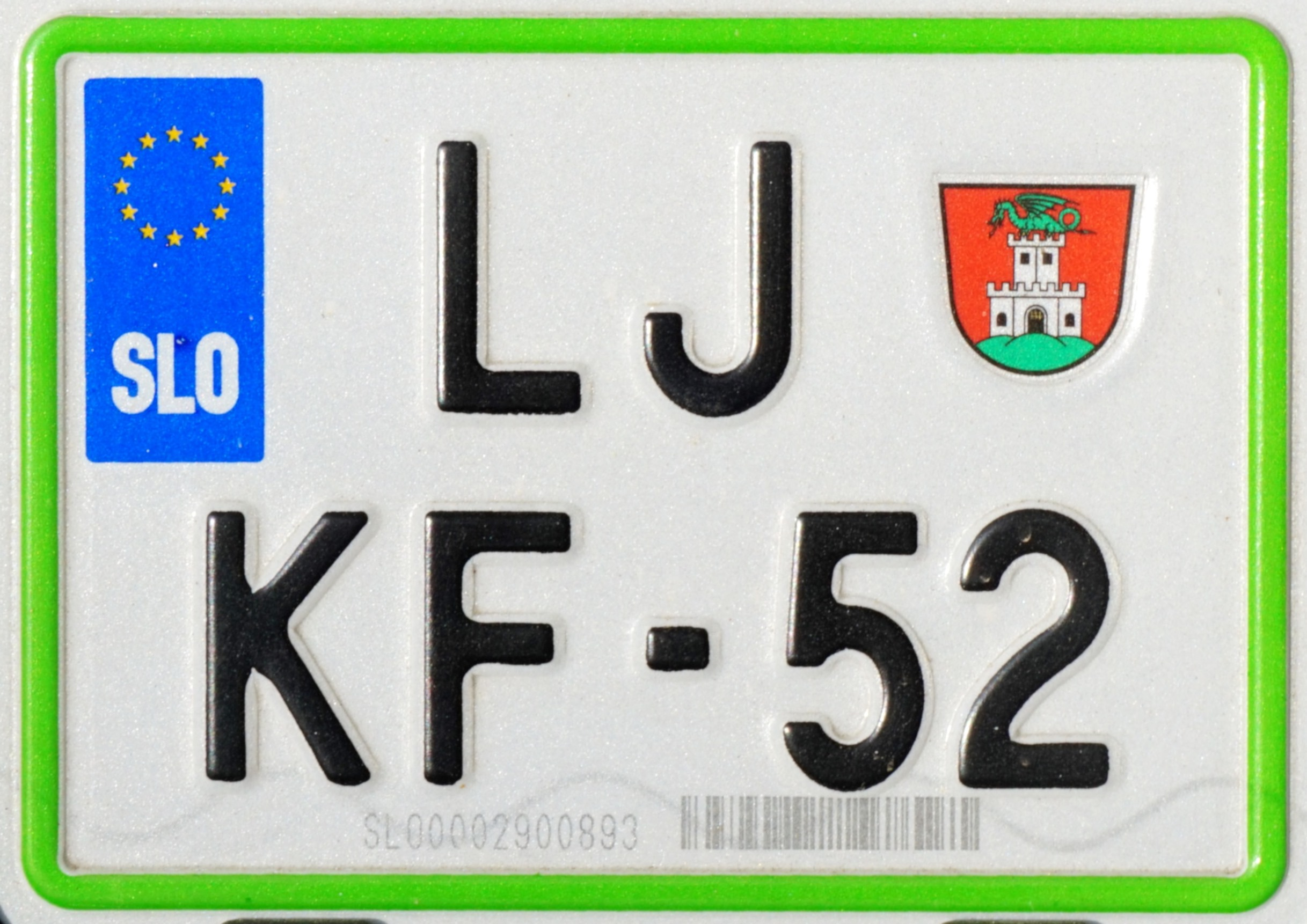
Formato di 150 × 110 mm per motocicli

- Targhe standard su una riga: 520 × 120 mm.
- Targhe d'immatricolazione posteriori su doppia linea per autoveicoli: 340 × 220 mm
- Formato quadrato per motocicli, macchine agricole e rimorchi agricoli: 180 × 180 mm
- Formato quadrato per macchine agricole e rimorchi agricoli: 220 × 220 mm
- Formato non quadrato per motocicli e ciclomotori con velocità massima ≤ 25 km/h: 150 × 110 mm
- Formato quadrato ridotto per macchine agricole e rimorchi agricoli: 150 × 150 mm
- Targhe per ciclomotori con velocità > 25 km/h: 105,5 × 130 mm

## Sigle automobilistiche, capoluoghi regionali e comuni corrispondenti

Suddivisione della Slovenia in regioni con le rispettive sigle dei capoluoghi usate nelle targhe d'immatricolazione

| Sigla | Capoluogo di regione | Comuni |
| ----- | -------------------- | --- |
| CE    | Celje                | Bistrica ob Sotli, Braslovče, Celje, Dobje, Dobrna, Gornji Grad, Kozje, Laško, Ljubno, Luče, Mozirje, Nazarje, Podčetrtek, Prebold, Polzela, Radeče, Rečica ob Savinji, Rogaška Slatina, Rogatec, Slovenske Konjice, Solčava, Šentjur, Šmarje pri Jelšah, Šmartno ob Paki, Šoštanj, Štore, Tabor, Velenje, Vitanje, Vojnik, Vransko, Zreče, Žalec |
| GO    | Nova Gorica          | Aidussina, Canale d'Isonzo, Caporetto, Circhina, Collio, Idria, Nova Gorica, Merna-Castagnevizza, Plezzo, Ranziano-Voghersca, San Pietro-Vertoiba, Tolmino, Vipacco |
| KK    | Krško                | Brežice, Krško, Sevnica, Kostanjevica na Krki |
| KP    | Capodistria (Koper)  | Ancarano, Bisterza, Comeno, Capodistria, Divaccia, Erpelle-Cosina, Isola, Pirano, Sesana |
| KR    | Kranj                | Bled, Bohinj, Cerklje na Gorenjskem, Gorenja vas-Poljane, Gorje, Jesenice, Jezersko, Kranj, Kranjska Gora, Naklo, Preddvor, Radovljica, Šenčur, Škofja Loka, Tržič, Železniki, Žiri, Žirovnica |
| LJ    | Lubiana (Ljubljana)  | Bloke, Borovnica, Brezovica, Circonio, Dobrepolje, Dobrova-Polhov Gradec, Dol pri Ljubljani, Domžale, Grosuplje, Horjul, Hrastnik, Ig, Ivančna Gorica, Kamnik, Komenda, Kočevje, Litija, Log-Dragomer, Logatec, Loški Potok, Loška Dolina, Lubiana, Lukovica, Medvode, Mengeš, Moravče, Nauporto, Ribnica, Škofljica, Šmartno pri Litiji, Trbovlje, Trzin, Velike Lašče, Vodice, Zagorje ob Savi |
| MB    | Maribor              | Benedikt, Cerkvenjak, Cirkulane, Destrnik, Dornava, Duplek, Gorišnica, Hajdina, Hoče-Slivnica, Juršinci, Kidričevo, Kungota, Lenart, Lovrenc na Pohorju, Majšperk, Makole, Markovci, Maribor, Miklavž na Dravskem polju, Oplotnica, Ormož, Pesnica, Podlehnik, Poljčane, Ptuj, Rače-Fram, Ruše, Selnica ob Dravi, Središče ob Dravi, Starše, Sveta Ana, Sveta Trojica v Slovenskih goricah, Sveti Andraž v Slovenskih goricah, Sveti Jurij v Slovenskih goricah, Sveti Tomaž, Šentilj, Slovenska Bistrica, Trnovska vas, Videm, Zavrč, Žetale |
| MS    | Murska Sobota        | Apače, Beltinci, Cankova, Črenšovci, Dobrovnik, Gornja Radgona, Gornji Petrovci, Grad, Hodoš, Kobilje, Križevci, Kuzma, Lendava, Ljutomer, Moravske Toplice, Murska Sobota, Odranci, Puconci, Radenci, Razkrižje, Rogašovci, Sveti Jurij ob Ščavnici, Šalovci, Tišina, Turnišče, Veržej, Velika Polana |
| NM    | Novo mesto           | Črnomelj, Dolenjske Toplice, Kostel, Metlika, Mirna, Mirna Peč, Mokronog-Trebelno, Novo mesto, Osilnica, Semič, Sodražica, Šentjernej, Šentrupert, Škocjan, Šmarješke Toplice, Straža, Trebnje, Žužemberk |
| PO    | Postumia (Postojna)  | Postumia, San Pietro del Carso |
| SG    | Slovenj Gradec       | Črna na Koroškem, Dravograd, Mežica, Mislinja, Muta, Podvelka, Prevalje, Radlje ob Dravi, Ravne na Koroškem, Ribnica na Pohorju, Slovenj Gradec, Vuzenica |

## Formati speciali

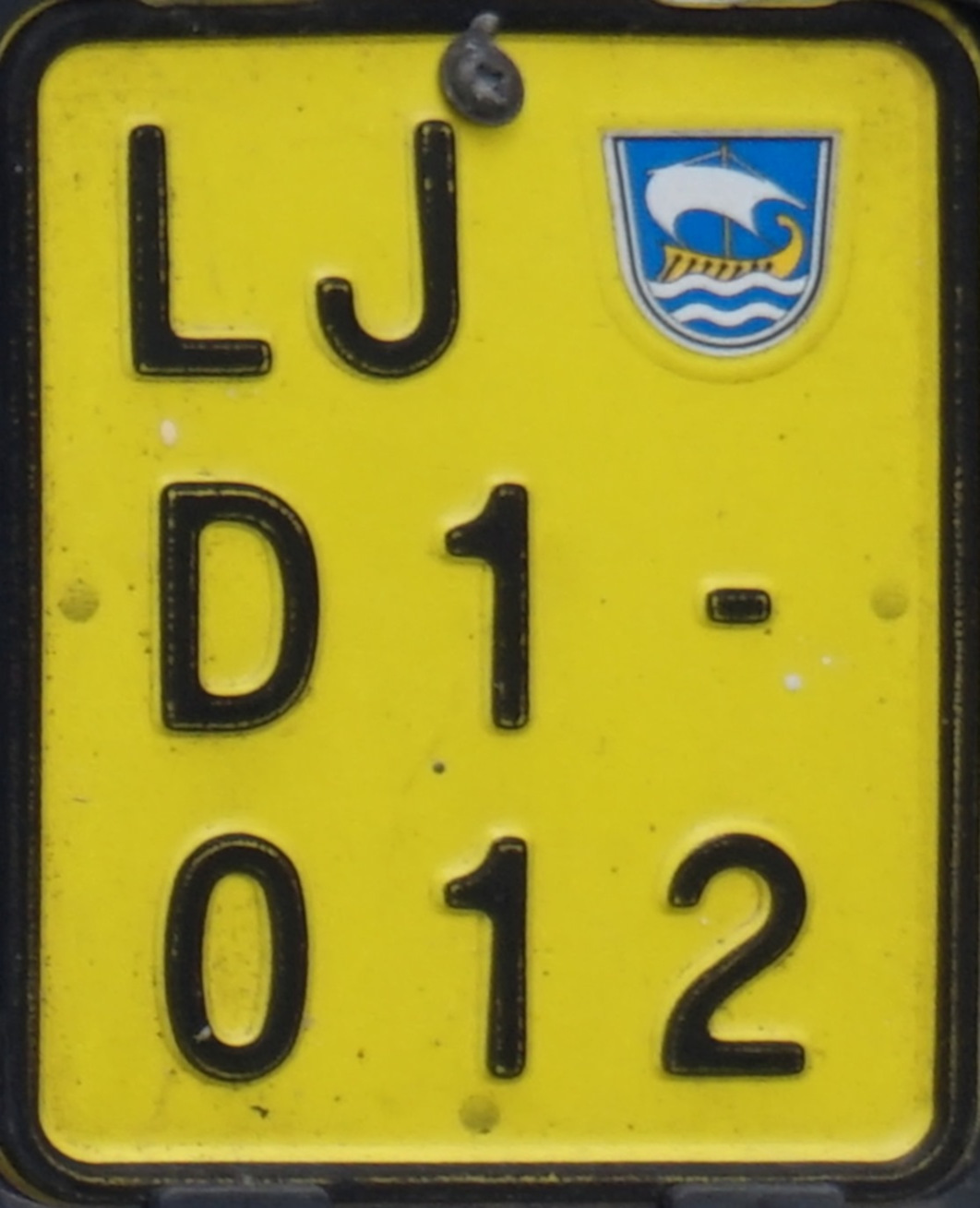
Targa di un ciclomotore

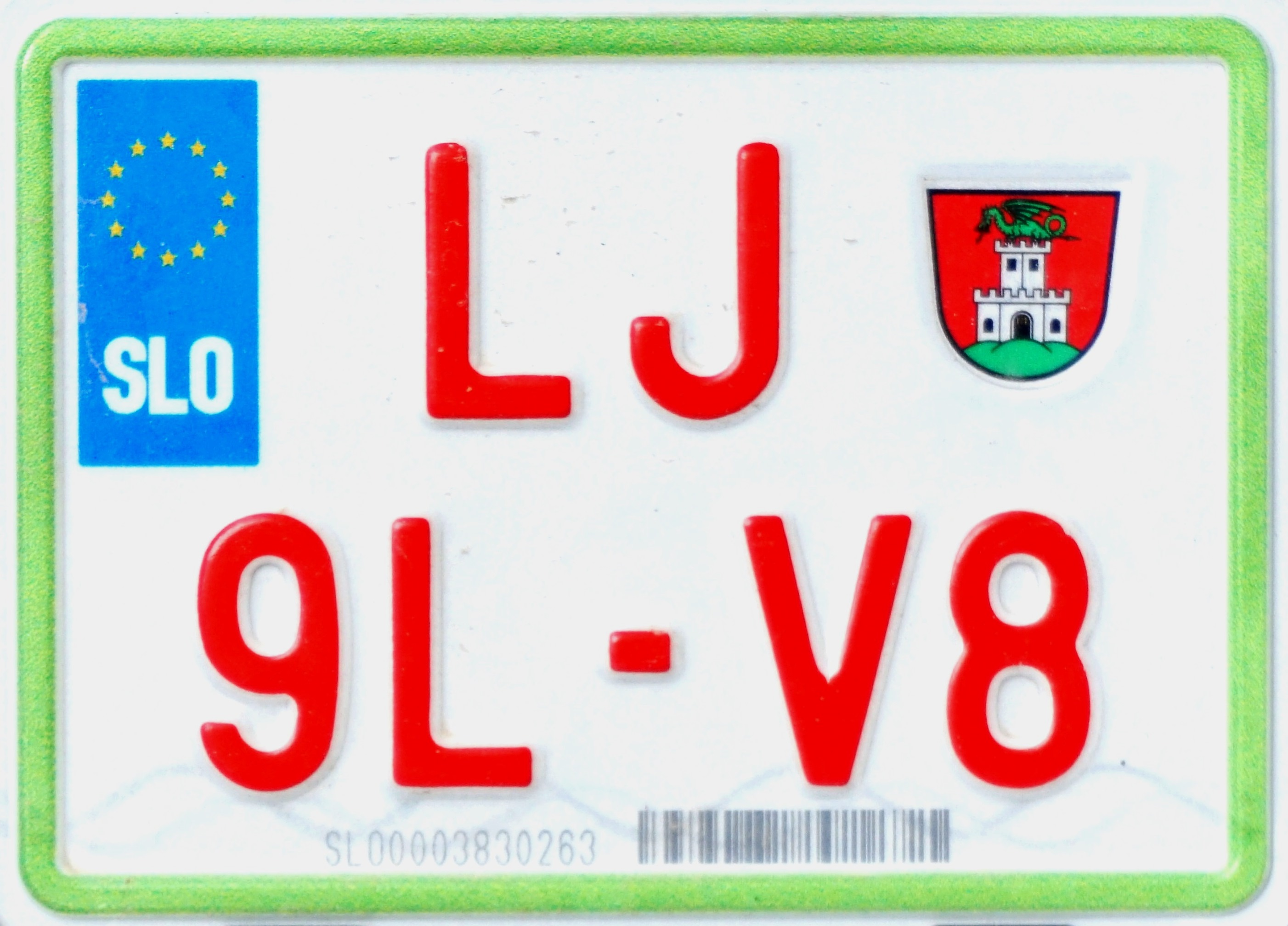
Targa di un ciclomotore con velocità massima ≤ 25 km/h

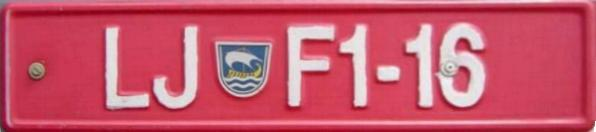
Formato per automezzi di dimensioni eccezionali o con peso > 40t

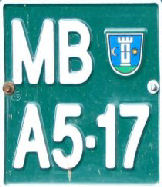
Formato per macchine agricole

- Targa su tre linee e con caratteri neri su fondo giallo; sulla riga superiore sono posizionati la banda blu UE, la sigla della regione e lo stemma del comune, sulla linea inferiore si trova un numero di tre cifre, su quella centrale una lettera seriale che precede una cifra compresa fra "1" e "4" = ciclomotore o veicolo di cilindrata ≤ 50 cm³ e velocità > 25 km/h
- Targa su due righe con cifre e lettere rosse (da aprile 2017); sulla riga superiore si trovano la banda blu UE, la sigla della regione e lo stemma del comune = ciclomotore la cui velocità massima è ≤ 25 km/h e la cui potenza erogata non supera i 4 kW
- Targa con caratteri bianchi su fondo rosso = automezzo di dimensioni eccezionali o con peso superiore a 40t
- Targa quadrata (150 × 150 mm o 220 × 220 mm) verde foglia di tè con cifre e lettere bianche = macchina agricola o rimorchio agricolo[1]
- Targa azzurra con bordo azzurro e caratteri bianchi (da ottobre 2018) = veicolo storico. Disponibile in vari formati su unica o doppia linea: 520 × 120 mm o 340 × 220 mm per autoveicoli, 180 × 180 mm per motoveicoli e 150 × 110 per ciclomotori; la prima lettera della serie alfanumerica è una H (iniziale di Historical Vehicle), che precede una cifra, un trattino e altre tre cifre partendo da 001[2].

### Veicoli militari e della Polizia

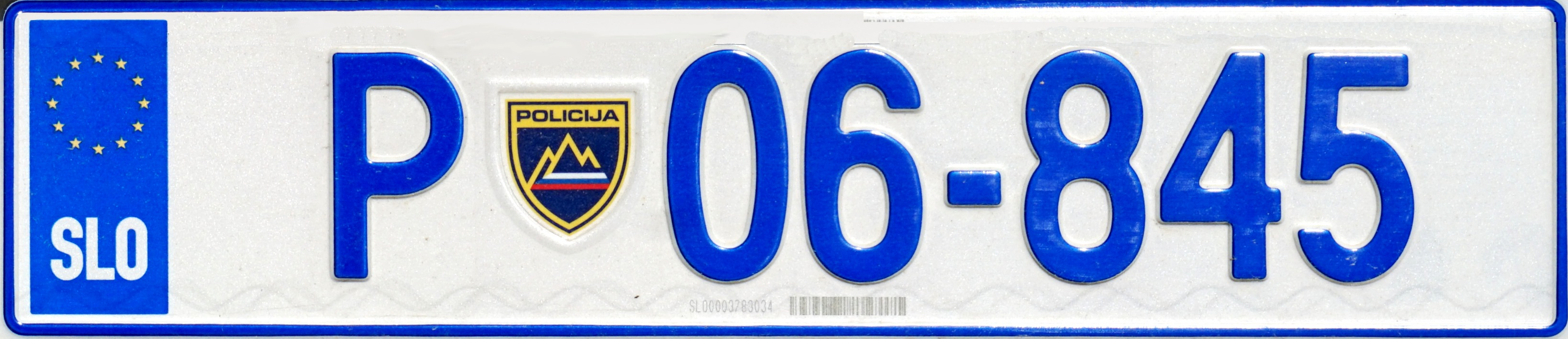
Targa di un automezzo della Polizia (06 = regione di Postumia)

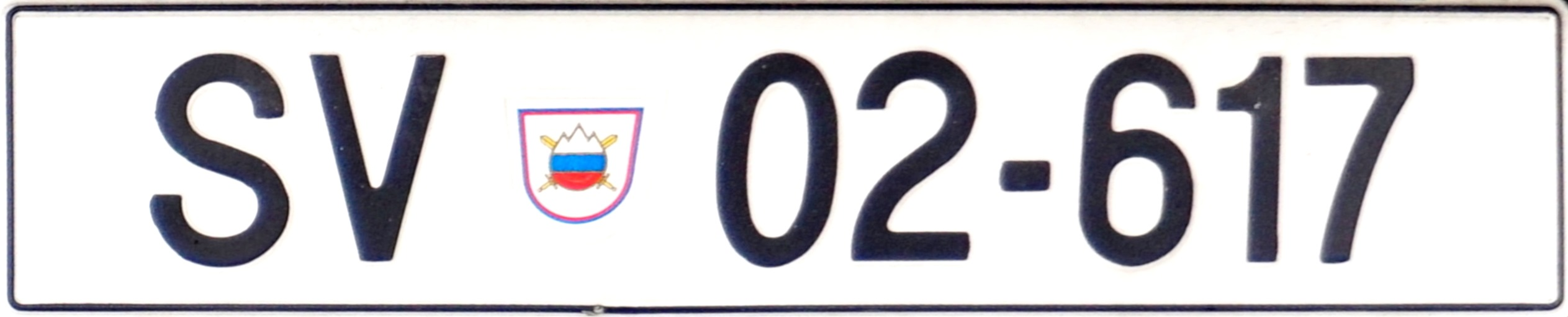
Esempio di formato per veicoli del personale dell'Esercito

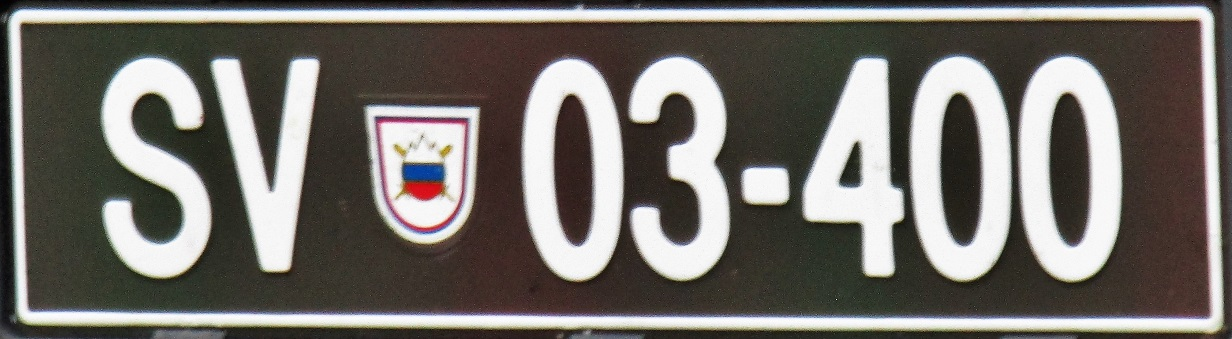
Targa di un automezzo prettamente militare dell'Esercito

Le autovetture e le moto della Polizia nonché gli automezzi in dotazione all'Esercito recano a destra del rispettivo stemma due numeri (separati da un trattino), il primo dei quali, composto da due cifre, identifica la regione del comando o della base militare secondo il seguente schema:
- 01 - Regione di Lubiana
- 02 - Regione di Maribor
- 03 - Regione di Novo mesto
- 04 - Regione di Murska Sobota
- 05 - Regione di Kranj
- 06 - Regione di Postumia
- 07 - Regione di Capodistria

La sigla identificativa dei veicoli della Polizia è una P (prima lettera di Policija), i caratteri e il bordo sono blu. 
Ai mezzi dell'Esercito, sprovvisti della banda blu UE,  è assegnato invece il codice SV (iniziali di Slovenska Vojska); bordo e caratteri sono neri su fondo bianco nei veicoli del personale, bianchi su fondo nero o verde mimetico o marrone mimetico negli automezzi prettamente militari. 
Fino al 1998 la sigla era TO (che stava per Teritorialna Obramba, ovvero "Forze di difesa territoriale").

### Vettura del Presidente della Repubblica

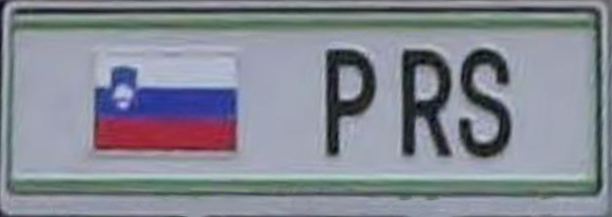
La targa posteriore della Mercedes-Benz Classe S guidata dall'ex Presidente della Repubblica M. Kučan

La legge attualmente in vigore sulla sicurezza stradale consente per l'autovettura utilizzata dal Presidente della Repubblica un tipo speciale di targa che contiene a sinistra la bandiera nazionale e a destra la combinazione delle lettere P RS, iniziali di Predsednik Republike Slovenije, cioè "Presidente della Repubblica di Slovenia". Tale targa finora è stata installata solo su una limousine con protocollo presidenziale: si trattava di una Mercedes-Benz Classe S, guidata dal primo presidente Milan Kučan fino al 22/12/2002.

## Targhe diplomatiche

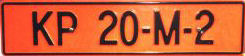
La grafica con fondo arancione di una targa diplomatica emessa dal 1996 al 2001 nella regione statistica di Capodistria

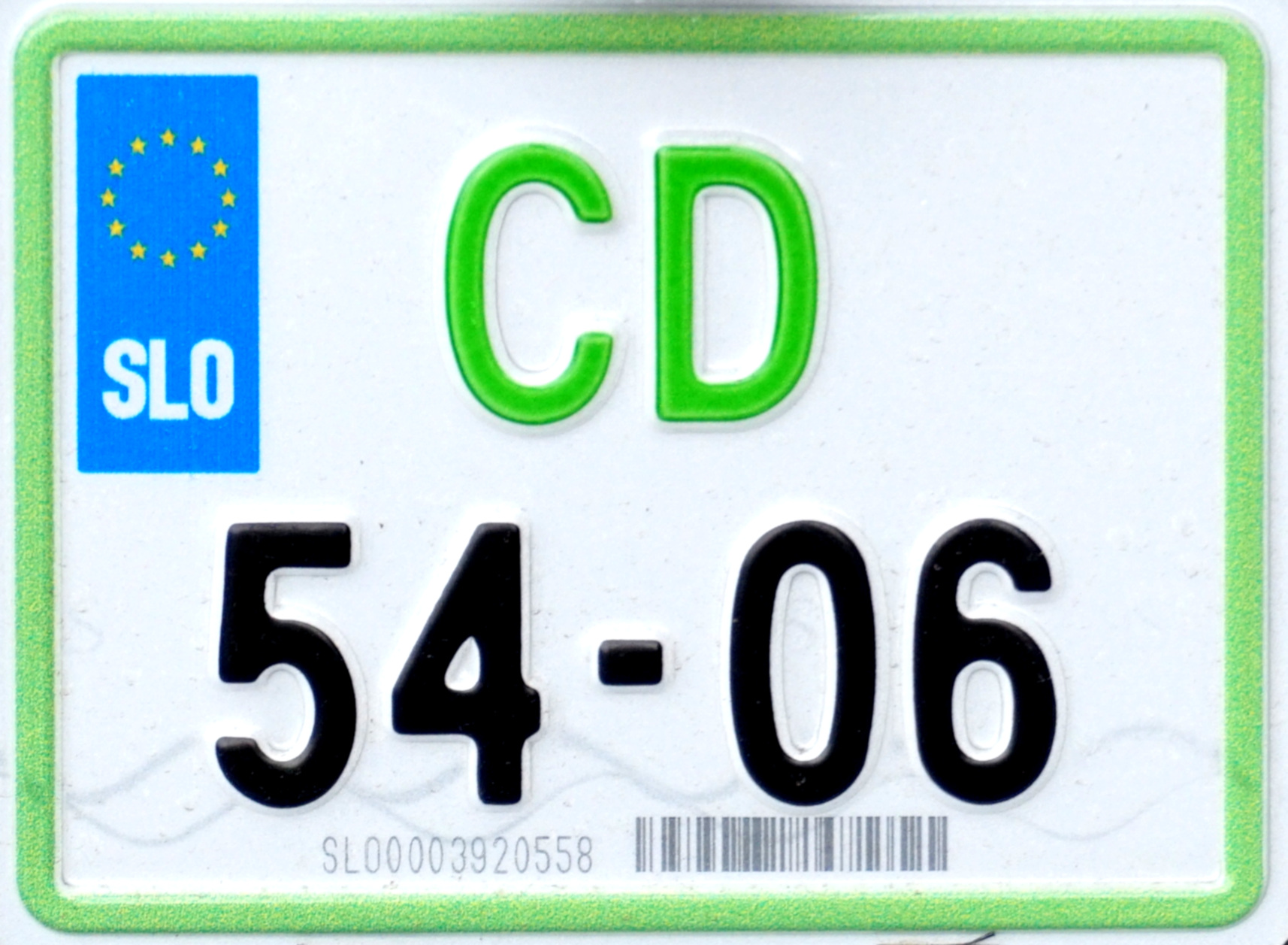
Formato su doppia linea, con banda blu UE e bordo verde, utilizzato da maggio 2004 al 2010

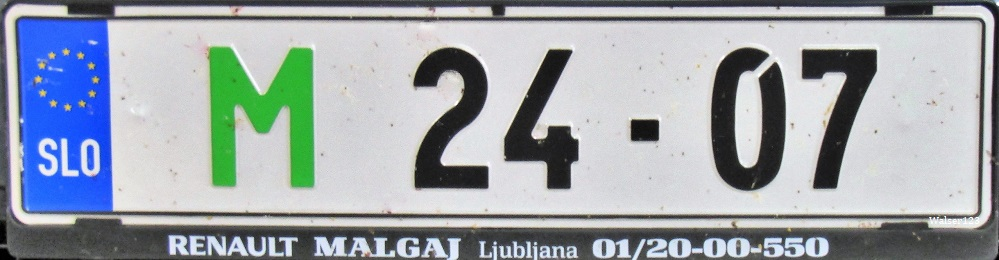
Targa di un veicolo del personale tecnico-amministrativo presso una rappresentanza diplomatica o consolare del tipo in uso dal 2010

Nel primo formato introdotto nel 1992 il bordo e i caratteri erano gialli, il fondo nero. La sigla della regione statistica era seguita dal codice numerico identificativo del Paese dell'ambasciata o consolato, un trattino, una lettera indicante lo status, un ulteriore trattino e un numero seriale di tre cifre (si partiva da 001). Le ultime due cifre dell'anno di validità erano allineate verticalmente sulla destra. Le targhe diplomatiche per motocicli erano simili, ma con la sigla della regione e il numero identificativo dello Stato posizionati sopra la lettera indicante lo status, un trattino e un numero seriale di una sola cifra seguito dalle ultime due cifre dell'anno di validità allineate in verticale. Le lettere avevano il seguente significato: A = Corpi diplomatici, Corpi consolari e personale di organizzazioni internazionali con status diplomatico; E = veicoli di proprietà di società straniere e dei loro dipendenti; M = personale tecnico-amministrativo non diplomatico di un'ambasciata; P = personale di organizzazioni culturali e agenzie di stampa straniere.
Il secondo formato, emesso nel 1996, si differenziava dal precedente per la mancanza dell'anno di validità sulla destra e per i colori: il bordo e i caratteri, infatti, erano neri su fondo arancione riflettente. Anche per le autovetture il numero seriale partiva da 1 anziché da 001.
Nel formato definitivo e tuttora in uso, introdotto nei primi mesi del 2001, nuovi codici di colore verde chiaro (vd. tabella sotto riportata) sono anteposti a una coppia di numeri di due cifre separati da un trattino; lo sfondo è bianco. Il bordo da verde è diventato nero probabilmente nel 2010, quando è stato modificato anche il font. Il numero a sinistra del trattino identifica il Paese della rappresentanza diplomatica o l'organizzazione internazionale a cui è intestato il veicolo.
| CC  | Corpi consolari |
| CD  | Corpi diplomatici (incluse le organizzazioni internazionali)                                                                       |
| CMD | Capo di una missione diplomatica (ambasciatore)                                                                                    |
| M   | Personale tecnico-amministrativo non diplomatico accreditato presso un'ambasciata, un consolato o un'organizzazione internazionale |

## Targhe provvisorie

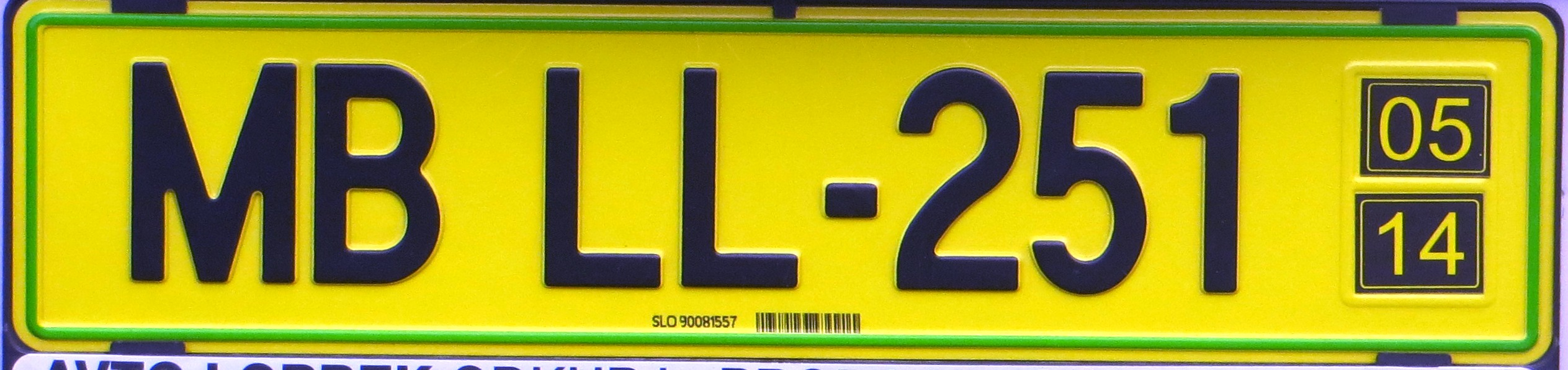
Targa da esportazione con formato emesso dal 2009

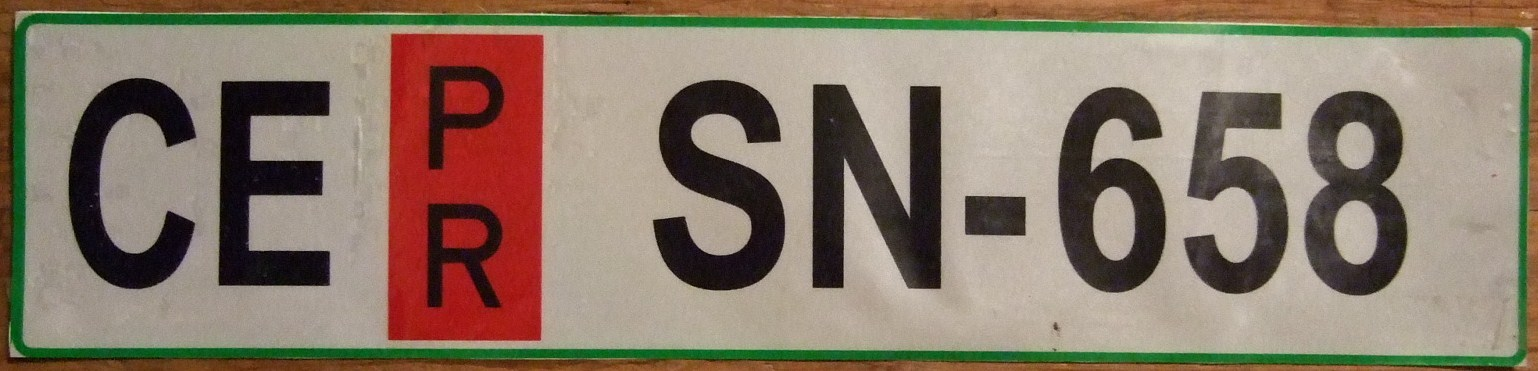
Targa prova di un veicolo della regione della Savinjska (capol.: Celje)

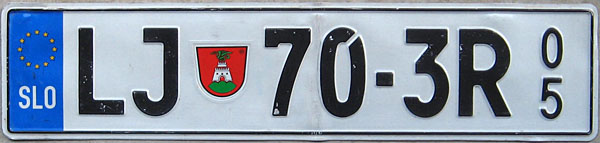
Formato per immatricolazioni provvisorie per periodi lunghi introdotto nel 2004

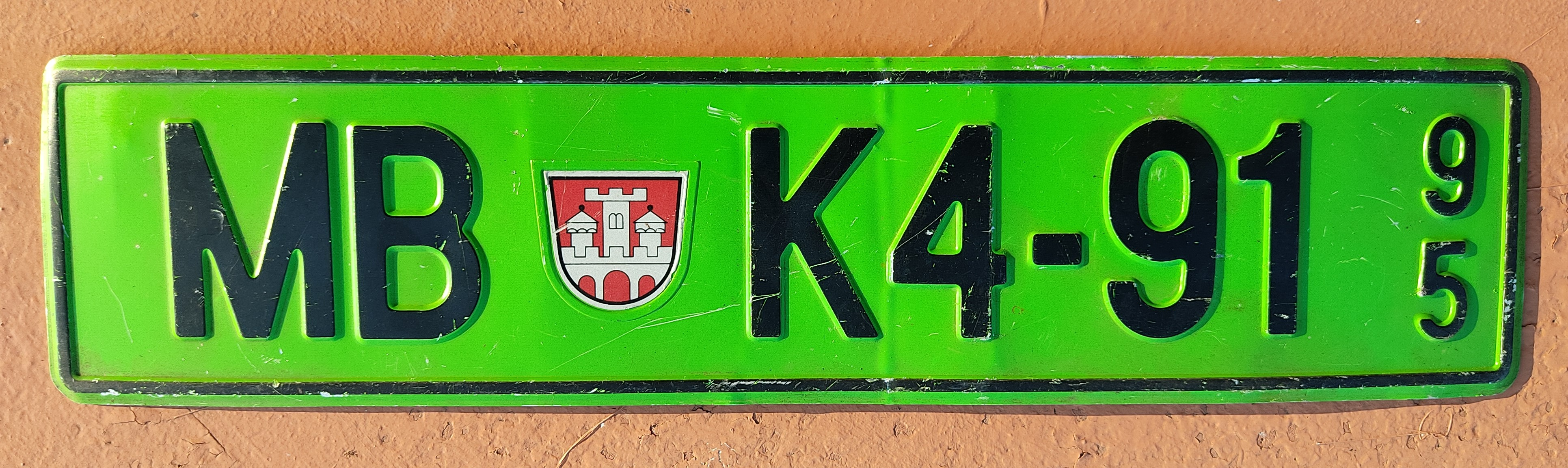
Design emesso dal 1992 al 2004 per immatricolazioni provvisorie per periodi lunghi

- Le targhe per veicoli da esportare hanno identico formato di quelle standard, manca tuttavia la banda blu; dal 2009 sono gialle con caratteri neri. A destra sono riportate in due quadratini neri adesivi le ultime due cifre, di colore giallo, del mese (in alto) e dell'anno (in basso) di scadenza. 
Fino all'anno sopra specificato, queste targhe avevano caratteri rossi su fondo bianco, il bordo rosso o verde, i quadratini adesivi a destra rossi con mese e anno di scadenza bianchi e una sequenza fissa (primo trattino, lettera e cifra, secondo trattino e altre due cifre) dopo la sigla della regione.
- Le targhe di prova per concessionari si contraddistinguono per una fascia rossa, a destra della sigla, sulla quale sono allineate verticalmente le lettere PR, che stanno per Preizkušnja (cioè "prova"), di colore bianco o nero.
- Dal 1º maggio 2004 le targhe provvisorie per periodi lunghi hanno scritte nere e fondo bianco come quelle normali: a sinistra la banda blu UE precede il codice identificativo della zona di immatricolazione e una coppia di caratteri alfanumerici (del tipo A1-23 o 12-3A o 12-34) separati da un trattino; a destra sono allineate in verticale le ultime due cifre dell'anno di scadenza della validità. 
Anche dal 1992 al 30 aprile 2004 le due lettere indicanti la regione  erano seguite da una coppia di caratteri alfanumerici (separati da un trattino) e dalle ultime due cifre dell'anno di validità allineate verticalmente, ma il bordo e i caratteri erano neri su fondo verde chiaro.